# Aus- und Neubaustrecke Hanau–Würzburg/Fulda–Erfurt
Im Gesamtvorhaben Aus- und Neubaustrecke Hanau–Würzburg/Fulda–Erfurt sind verschiedene Aus- und Neubauprojekte zusammengefasst, mit denen Reisezeitverkürzungen und Engpassbeseitigungen im Schienennetz zwischen Hanau und Würzburg sowie in Richtung Fulda und Erfurt erreicht werden sollen. Das Projekt wird von der Deutschen Bahn seit der Wiedervereinigung 1990 verfolgt.

## Überblick
Das Gesamtprojekt für den Aus- bzw. Neubau der Schieneninfrastruktur im Korridor zwischen Frankfurt am Main, Würzburg und Erfurt ist im Bundesverkehrswegeplan 2030 mit zwei verschiedenen Varianten in der Dringlichkeitsstufe des vordringlichen Bedarfs enthalten. Zum einen als ABS/NBS Hanau – Würzburg / Fulda – Erfurt, zum anderen als ABS/NBS Hanau – Fulda – Erfurt / Aschaffenburg – Nantenbach. Die Deutsche Bahn wiederum unterteilt das Gesamtvorhaben in mehrere voneinander unabhängige Projekte:
- Ausbaustrecke Hanau–Aschaffenburg mit einem möglichen viergleisigen Ausbau der Bahnstrecke Frankfurt Süd–Aschaffenburg zwischen Großkrotzenburg und Steinerts,
- Ausbau der Bahnstrecke Würzburg–Aschaffenburg mit Ersatz der Spessartrampe sowie einer möglichen Neubaustrecke Heigenbrücken–Nantenbach,
- viergleisiger Ausbau der Bahnstrecke Frankfurt–Göttingen zwischen Hanau und Gelnhausen,
- Neubaustrecke Gelnhausen–Kalbach,[4]
- Bahnprojekt Fulda–Gerstungen mit Neu- und Ausbaustrecke Langenschwarz–Wildeck-Hönebach,
- Ausbau der Bahnstrecke Halle–Bebra zwischen Gerstungen, Eisenach und Erfurt für 160 bzw. 200 km/h.

Weitere Projekte, die diese Vorhaben tangieren, aber die nicht Bestandteil des Gesamtprojektes sind, sind der Ausbau des Hanauer Hauptbahnhofes und die Nordmainische S-Bahn.
Die Ausbau-/Neubaustrecken Hanau–Gelnhausen und Gelnhausen–Fulda sowie Fulda–Gerstungen gehören zu den in Frankfurt-Rhein-Main Plus vorgesehenen Projekten.
Bekanntester wie umstrittenster Bestandteil des Gesamtvorhabens ist der Neubaustreckenabschnitt zwischen Gelnhausen und Fulda. Bei der Korridoruntersuchung zur Trassenfindung wurde zwischen kinzigtalnahen und spessartquerenden Trassenlagen unterschieden. Zu letzteren gehört die mittlerweile aufgegebene „Mottgers-Spange“ (auch „Nordspessart-Trasse“), bei der eine Verbindung zwischen der Bahnstrecke Frankfurt–Göttingen und der Schnellfahrstrecke Hannover–Würzburg nahe Mottgers erfolgen sollte.

## Geschichte des Gesamtprojekts

### 1990er Jahre
Erste Planungen begannen 1991. Die Planungen der Mottgers-Spange traten dabei anstelle der ursprünglich geplanten Neu- und Ausbaustrecken zwischen Hanau, Fulda und Erfurt sowie zwischen Aschaffenburg und Nantenbach (mit Anschluss an die Nantenbacher Kurve nach Würzburg). 1992 stellte die Deutsche Bundesbahn erste Überlegungen für die Linienführung einer Neu- und Ausbaustrecke zwischen Hanau und Erfurt vor. Die ABS/NBS Hanau – Erfurt wurde, mit offener Linienführung, als neues Vorhaben in den Bundesverkehrswegeplan 1992 aufgenommen.
Im Mai 1999 beauftragte die DB eine Wirtschaftsprüfungsgesellschaft, das Projekt neu zu bewerten. Neben der Mottgers-Spange waren auch Frankfurt 21, Stuttgart 21 und die Neubaustrecke Rhein/Main–Rhein/Neckar Teil des Prüfpakets. Es war eines von zwei neu zu beginnenden Neubauprojekten im Rahmen der 1999 beschlossenen Strategie Netz 21.
Die Neubaustrecke wurde im Mai 2000 von der Deutschen Bahn für den Bundesverkehrswegeplan 2003 angemeldet und vom Land Hessen in den Landesentwicklungsplan aufgenommen. Bei Kosten von 2,65 Milliarden D-Mark (Preisstand: etwa 2000) lag die kalkulierte Fahrzeitverkürzung im Personenfernverkehr zwischen Frankfurt und Fulda bei acht Minuten, zwischen Würzburg und Frankfurt bei 14 Minuten. Die Strecke sollte die Kinzigtalbahn aus Richtung Hanau kommend bei Wächtersbach verlassen, ostwärts gewandt und über das obere Sinntal bei Mottgers verlaufend in beide Richtungen der Neubaustrecke Hannover–Würzburg einfädeln.

### 2000er Jahre
Das Land Hessen legte sich im Jahr 2000 in seinem Landesentwicklungsplan bereits auf die Mottgers-Spange fest und berücksichtigte eine Ausbauvariante zwischen Hanau und Fulda nicht mehr weiter.
Ende 2000 erfolgte ein Umdenken bei der Deutschen Bahn. Anstatt Trassen zunächst zu trassieren und anschließend auf ihre Umweltverträglichkeit hin zu überprüfen, sollte die bisherige Planung verworfen und neue Trassenverläufe aus ökologischen Aspekten heraus entwickelt werden. Im Jahr 2000 leitete die Deutsche Bahn eine Raumempfindlichkeitsprüfung ein. Noch vor der Umweltverträglichkeitsprüfung und der Trassenplanung sollten damit im ökologisch sensiblen Naturraum Nordspessart vertretbare Korridore gefunden werden. Ein Nürnberger Planungsbüro wurde mit der näheren Untersuchung zweier Szenarien beauftragt: Neben einem mehrgleisigen Ausbau oder teilweisem Neubau ab etwa Gelnhausen bis Fulda (mit dem Fixpunkt Schlüchterner Tunnel) in Verbindung mit abschnittsweisen Linienverbesserungen zwischen Hanau und der Nantenbacher Kurve wurde als zweite Alternative ein Neubau von etwa Gelnhausen zur etwa 25 km östlich verlaufenden Neubaustrecke Hannover–Würzburg geprüft. Diese Neubaustrecke wäre nördlich an Bad Orb und südlich an Jossa vorbeigelaufen und sollte zwischen Mottgers und Burgsinn auf die aus Hannover kommende Neubaustrecke treffen. Mit jeweils etwa 1000 m breiten Untersuchungsstreifen ergaben sich so zwei Untersuchungsräume mit einer Gesamtfläche von rund 670 Quadratkilometern, von denen etwa 70 Prozent in Hessen und der Rest in Bayern lag.
Die Ergebnisse wurden 2002 vorgestellt. Aus der Studie gingen letztlich drei mögliche Variantenkorridore zwischen Gelnhausen, Fulda und dem Raum Jossa hervor. Aufgrund sehr hoher bis äußerst hoher Empfindlichkeiten wurde ein Ausbau der Bestandsstrecke zwischen Hanau und der Nantenbacher Kurve nicht weiter verfolgt. Zwischen Frankfurt und Fulda brächte ein Ausbau der Bestandsstrecke einen Fahrzeitvorteil von acht Minuten, die Mottgers-Spange von neun Minuten. Zwischen Frankfurt und Würzburg sollte ein Ausbau der Bestandsstrecke 9 Minuten bringen, die Mottgers-Spange 18.
Aufbauend auf den Ergebnissen der Raumempfindlichkeitsstudie wurden eine Reihe von Varianten von Neu- und Ausbaustrecken zwischen Hanau, Fulda und Würzburg entwickelt, die sich in Linienführung, Entwurfsgeschwindigkeit und Längsneigung unterschieden. So wurden Entwurfsgeschwindigkeiten von 160 bis 280 km/h und Längsneigungen von 12,5, 25 und 40 Promille geprüft. Die Planung wurde 2002 abgebrochen. Aufgrund fehlender Mittel wurde das Vorhaben Ende 2004 zurückgestellt.
Ein um 2007 von Regional- und Lokalpolitikern vorgelegtes Angebot, Planungskosten in Höhe von 25 Millionen Euro vorzufinanzieren, wurde von der Deutschen Bahn bis Januar 2010 nicht unterschrieben. Anfang 2009 liefen erste Vorbereitungen für die Einleitung des Raumordnungsverfahrens für das Projekt NBS/ABS Hanau–Würzburg / Fulda–Erfurt. Im November 2010 äußerte sich Verkehrsminister Peter Ramsauer im Verkehrsausschuss des Bundestages zur Mottgers-Spange. Das 3,1-Milliarden-Euro-Projekt sei noch nicht einmal „angeplant“ und an einen Baustart vor 2025 wäre nicht zu denken.

### 2010er Jahre
Der Bedarfsplanüberprüfung 2010 für die Projekte des Verkehrswegeplans wurde ein viergleisiger Ausbau des Streckenabschnitts Hanau–Gelnhausen für 200 km/h und eine Neubaustrecke zwischen Gelnhausen–Mottgers für zunächst 300 km/h und später 250 km/h zu Grunde gelegt.
Am 10. Oktober 2012 unterzeichneten das Bundesverkehrsministerium und die DB Netz AG eine Sammelvereinbarung über Grundlagenermittlung und Vorplanung von Bedarfsplanvorhaben. Darin waren auch der Ausbauabschnitt Eisenach–Erfurt, der viergleisige Ausbau zwischen Hanau und Gelnhausen sowie die Mottgers-Spange enthalten.
Im Januar 2013 gaben die Deutsche Bahn und das hessische Verkehrsministerium bekannt, die weiteren Planungen aufzunehmen und hierzu in den folgenden Monaten eine Projektinfrastruktur aufzubauen, die die verkehrlichen und betrieblichen Aufgabenstellungen erarbeitet. Die beteiligten Kommunen und Bürger sollten frühzeitig in die Planungen eingebunden werden. Das Bürgerbeteiligungsverfahren sollte nicht vor der Landtagswahl stattfinden. Die großräumige Linienführung sei offen. Neben einer Neubaustrecken-Lösung (Mottgers-Spange) wurde laut Angaben der Deutschen Bahn auch ein Ausbau der Abschnitte Hanau–Fulda bzw. Hanau–Würzburg erwogen. Im ersten Halbjahr 2013 wurde eine Projektstruktur verabschiedet. Nach Angaben der Deutschen Bahn sollten Betroffene umfassend beteiligt und „größtmögliche Transparenz“ geschaffen werden.
Ein Jahr nach Wiederaufnahme der Planung hatte die Deutsche Bahn nach eigenen Angaben ein Planungsteam gebildet und erste Verkehrsprognosen angefertigt. Daneben seien Vorbereitungen für den Ausbau zwischen Hanau und Gelnhausen vorgenommen worden. Während für die Trasse östlich von Gelnhausen eine großräumige Variantenprüfung und ein Raumordnungsverfahren vorgesehen war, sollte der Abschnitt zwischen Hanau und Gelnhausen in jedem Fall viergleisig ausgebaut werden. Für dieses Teilstück war kein Raumordnungsverfahren vorgesehen, wodurch die Realisierung dieses Teilvorhabens beschleunigt werden sollte. Die Deutsche Bahn rechnete mit dem Baubeginn der Neubaustrecke nicht vor 2023.
Ende Juni 2014 wurde die Ausschreibung für Planungsleistungen der Vorplanung europaweit angekündigt. Das Vergabeverfahren sollte voraussichtlich am 1. September 2014 beginnen und der zu vergebende Vertrag von 1. Januar 2015 bis 31. Dezember 2018 laufen. Die erwartete Länge für die Neubaustrecke zwischen Gelnhausen und der Neubaustrecke Hannover–Würzburg wurde mit etwa 35 bis 55 km angegeben. Im Dezember 2014 wurden dem Bundesverkehrsminister 10.700 von der Initiative Pro Spessart gegen die Mottgers-Spange gesammelte Unterschriften übergeben.
Die Deutschen Bahn plante Ende 2014 eine Vorentscheidung über die künftige Trasse bis 2017. Ende Juli 2015 schrieb die Deutsche Bahn eine Raumverträglichkeitsstudie mit integrierter Umweltverträglichkeitsstudie und FFH-Vorprüfung als Grundlage für die Planfeststellung aus. Der Vertrag umfasste einen Raum von etwa 600 Quadratkilometern und sollte von Oktober 2017 bis Dezember 2019 laufen.
Letztlich wurden sieben Varianten und mehrere daraus abgeleitete Kombinationen entwickelt. Drei Varianten (I bis III) sahen eine Neubaustrecke durch den Spessart vor mit Anbindung an die Neubaustrecke bei Mottgers vor, vier Varianten (IV bis VII) folgen mehr oder weniger stark dem Kinzigtal. Anfang Mai 2018 wurde die Entscheidung getroffen, die durch den Spessart führende Mottgers-Spange nicht zu bauen. Zu diesem Zeitpunkt befanden sich noch zwei Trassenvarianten (IV und VII) im Planungsprozess. Diese waren 44 km bzw. 48 km lang, bei einer Tunnellänge von 28 km. Die Varianten IV und VII galten dabei als Vorzugsvarianten, da sie die geringsten Auswirkungen auf Mensch, Tier und Umwelt erwarten ließen, Fahrzeitverkürzungen erwarten ließen und mit dem Bestandsnetz in Schlüchtern bzw. Flieden verknüpft werden könnten. Die Variante V wurde dagegen u. a. aufgrund großer Lärmwirkungen, die Nähe zu einem Kurgebiet und einer längeren Bauzeit nicht weiterverfolgt. Die Varianten III und VI hätten ein Kalk-Niedermoor bei Altengronau bzw. den Lebensraum bestimmter Vogelarten beeinträchtigt. Die Spessart-Varianten I und II wurden aufgrund hoher artenschutzrechtlicher Risiken ausgeschieden. Politische und andere Interessenvertreter aus der Region Osthessen sprachen sich im Mai 2018 für die Realisierung der Variante IV aus.
Am 15. Juni 2018 kündigte die Deutsche Bahn an, die Trassenvariante IV in das Raumordnungsverfahren einzubringen. Die Variante zeichnete sich „nach Abwägung aller Vor- und Nachteile der untersuchten Streckenvarianten [als] die beste Lösung“ aus, so die Deutsche Bahn. Neben vergleichsweise geringeren Umweltwirkungen sei die Möglichkeit einer vorgezogenen Teilinbetriebnahme des Abschnitts Schlüchtern–Kalbach (zur Entlastung des bestehenden Engpasses Flieden–Fulda) und die Nähe zur Bundesautobahn 66 von Vorteil. Die kürzeste Fahrzeit im Personenverkehr zwischen Frankfurt Hauptbahnhof und Fulda soll von 51 auf 39 Minuten reduziert werden. Ein technisches Restrisiko bestand in der Stauseequerung. Hier fiel im November 2018 die Entscheidung zu Gunsten der Ostumfahrung.

### 2020er Jahre
Der Ausbau/Neubau „Hanau-Würzburg/Fulda-Erfurt,“ ist eines von 13 Infrastrukturprojekten des Deutschlandtakts die laut dem im November 2021 vorgelegten Koalitionsvertrag der rot-grün-gelben Bundesregierung „beschleunigt auf den Weg“ gebracht und „mit hoher politischer Priorität“ umgesetzt werden sollen.

## Teilprojekte

### ABS/NBS Hanau–Nantenbach

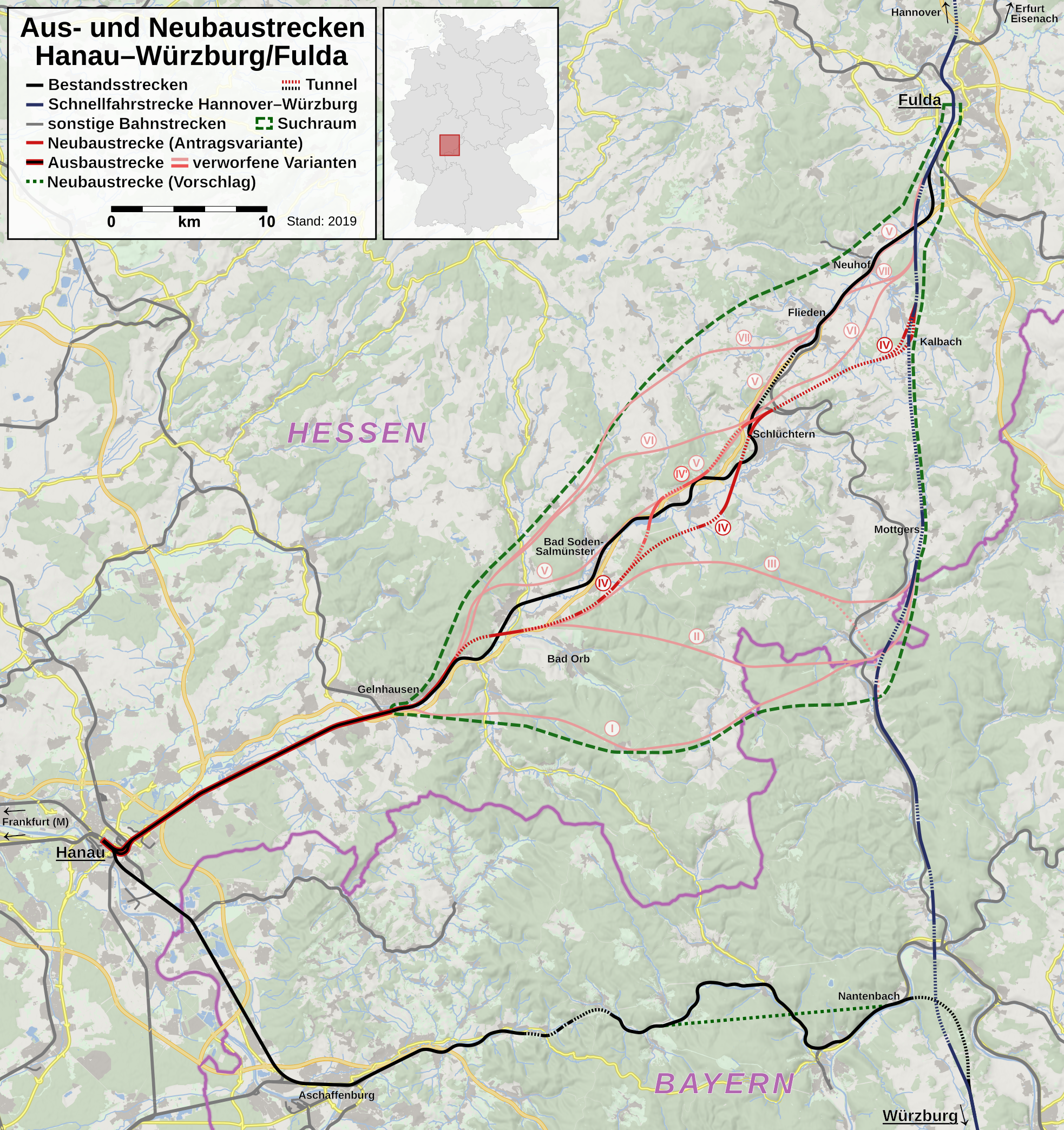
Karte des Bauprojekts Hanau–Würzburg/Fulda mit Varianten der NBS Gelnhausen–Fulda. Die Vorzugsvariante IV mit Ostumfahrung des Kinzigstausees wurde im Raumordnungsverfahren bestätigt.

Zwischen Hanau und Nantenbach sollen laut einer im Februar 2018 vorgelegten Machbarkeitsstudie Fahrzeitverkürzungen von bis zu 6,4 Minuten erreichbar sein, wobei – neben Ausbaumaßnahmen – ein rund 15 km langer Neubau zwischen Heigenbrücken und Nantenbach nötig sei.
Der Abschlussbericht des Zielfahrplans Deutschlandtakt sieht zwischen Hanau und Aschaffenburg auf etwa 17 km Länge einen Ausbau von zwei auf vier Gleise bei einer Geschwindigkeitserhöhung auf 230 km/h sowie eine beidseitige niveaufreie Anbindung vor.

### Viergleisiger Ausbau Hanau–Gelnhausen
Zwischen Hanau und Gelnhausen ist der Ausbau der bestehenden Trasse von abschnittsweise zwei und drei Gleisen auf durchgehend vier Gleise vorgesehen. Das Vorhaben gliedert sich in sieben Planfeststellungsabschnitte. Der Baubeginn war für 2025 vorgesehen, die Inbetriebnahme in zwei Stufen in den Jahren 2030 und 2036. Der erste Bauabschnitt beinhaltet die Strecke Gelnhausen Ost bis Langenselbold Ost (Streckenkilometer 35,22; in der Nähe der Hasselbachbrücke) und der zweite den Abschnitt bis Hanau Hbf. Am 2. Januar 2024 begannen die Arbeiten am ersten Bauabschnitt in Gelnhausen.

### NBS Gelnhausen–Fulda
Zwischen Gelnhausen und Kalbach ist eine etwa 44 km lange Neubaustrecke geplant. Die Trasse soll zu knapp zwei Dritteln in Tunneln verlaufen, längere Brücken sind über das Kinzigtal (bei Wächtersbach), das Riedbachtal und den Kinzigstausee vorgesehen. Bei Schlüchtern ist die Verknüpfung mit der Bahnstrecke Frankfurt–Göttingen vorgesehen, bei Mittelkalbach mit der Schnellfahrstrecke Hannover–Würzburg. Die kürzeste Fahrzeit im Personenverkehr zwischen Frankfurt Hauptbahnhof und Fulda soll durch die Neubaustrecke sowie die oben beschriebenen Ausbaumaßnahmen zwischen Hanau und Gelnhausen von 51 auf 39 Minuten reduziert werden.

### ABS/NBS Fulda–Gerstungen
| Vorzugsvariante pink und weitere Trassenvarianten |                      |                            |                           |
| Streckenlänge: | 41 km                |                            |                           |
| Spurweite: | 1435 mm (Normalspur) |                            |                           |
| Stromsystem: | 15 kV 16,7 Hz ~      |                            |                           |
| Maximale Neigung: | 12,5 ‰               |                            |                           |
| Streckengeschwindigkeit: | 230 km/h             |                            |                           |
| Zweigleisigkeit: | durchgehend          |                            |                           |
| |                      |                            |                           |
| \| \| \| von Würzburg \| \| \| \| \| Langenschwarz \| 306 m \| \| \| \| nach Hannover (höhenfrei) \| \| \| \| \| \| \| \| \| \| Schwarzbach \| \| \| \| \| Tunnel (15 km, geplant) \| \| \| \| \| Bundesautobahn 7 \| \| \| \| \| \| \| \| \| \| Frankfurt–Göttingen \| \| \| \| \| Bundesautobahn 4 \| \| \| \| \| Fulda \| \| \| \| \| von Frankfurt \| \| \| \| \| von Treysa \| \| \| \| \| Bad Hersfeld \| 207 m \| \| \| \| nach Göttingen \| \| \| \| \| Fulda \| \| \| \| \| \| \| \| \| \| Solz \| \| \| \| \| Hersfelder Kreisbahn \| \| \| \| \| Tunnel (7 km, geplant) \| \| \| \| \| Seulingswald \| \| \| \| \| \| \| \| \| \| Breitenbach \| \| \| \| \| \| \| \| \| \| Hornsbach \| \| \| \| \| von Baunatal-Guntershausen \| \| \| \| \| Hönebachtunnel \| \| \| \| \| \| \| \| \| \| Wildeck-Hönebach \| 287 m \| \| \| \| nach Halle \| \| \| \| \| \| \| \| Quellen: [35] \| \| \| \| |                      |                            |                           |
| Strecke |                      | von Würzburg               | von Würzburg              |
| Dienststation / Betriebs- oder Güterbahnhof |                      | Langenschwarz              | 306 m                     |
| Abzweig ehemals geradeaus und nach links |                      | nach Hannover (höhenfrei)  | nach Hannover (höhenfrei) |
| Tunnel (Strecke außer Betrieb) |                      |                            |                           |
| Brücke über Wasserlauf (Strecke außer Betrieb) |                      | Schwarzbach                | Schwarzbach               |
| Tunnelanfang (Strecke außer Betrieb) |                      | Tunnel (15 km, geplant)    | Tunnel (15 km, geplant)   |
| Strecke (außer Betrieb) (im Tunnel) |                      | Bundesautobahn 7           | Bundesautobahn 7          |
| Tunnelende (Strecke außer Betrieb) |                      |                            |                           |
| Kreuzung geradeaus oben (Strecke geradeaus außer Betrieb) |                      | Frankfurt–Göttingen        | Frankfurt–Göttingen       |
| Strecke mit Straßenbrücke (Strecke außer Betrieb) |                      | Bundesautobahn 4           | Bundesautobahn 4          |
| Brücke über Wasserlauf (Strecke außer Betrieb) |                      | Fulda                      | Fulda                     |
| Abzweig ehemals geradeaus und von links |                      | von Frankfurt              | von Frankfurt             |
| Abzweig geradeaus und von links |                      | von Treysa                 | von Treysa                |
| Bahnhof |                      | Bad Hersfeld               | 207 m                     |
| Abzweig ehemals geradeaus und nach links |                      | nach Göttingen             | nach Göttingen            |
| Brücke über Wasserlauf (Strecke außer Betrieb) |                      | Fulda                      | Fulda                     |
| Tunnel (Strecke außer Betrieb) |                      |                            |                           |
| |                      | Solz                       |                           |
| Kreuzung Ende Hochstrecke (Strecken außer Betrieb) |                      | Hersfelder Kreisbahn       | Hersfelder Kreisbahn      |
| Tunnelanfang (Strecke außer Betrieb) |                      | Tunnel (7 km, geplant)     | Tunnel (7 km, geplant)    |
| Strecke (außer Betrieb) (im Tunnel) |                      | Seulingswald               | Seulingswald              |
| Tunnelende (Strecke außer Betrieb) |                      |                            |                           |
| Brücke über Wasserlauf (Strecke außer Betrieb) |                      | Breitenbach                | Breitenbach               |
| Tunnel (Strecke außer Betrieb) |                      |                            |                           |
| Brücke über Wasserlauf (Strecke außer Betrieb) |                      | Hornsbach                  | Hornsbach                 |
| |                      | von Baunatal-Guntershausen |                           |
| Tunnel · Tunnel |                      | Hönebachtunnel             | Hönebachtunnel            |
| |                      |                            |                           |
| Bahnhof |                      | Wildeck-Hönebach           | 287 m                     |
| Strecke |                      | nach Halle                 | nach Halle                |
| |                      |                            |                           |
| Quellen: |                      |                            |                           |

Zwischen Gerstungen und Fulda soll zumindest abschnittsweise eine Neubaustrecke zur Verknüpfung mit der Schnellfahrstrecke Hannover–Würzburg gebaut werden. Die Trassensuche für die Neubaustrecke begann 2018 mit Festlegung des Suchraums und der Ausfädelungspunkte an der Schnellfahrstrecke Hannover–Würzburg. Nach Ermittlung der Raumwiderstände wurden im März 2020 die Grobkorridore und daraus abgeleitet im September 2020 die Trassenkorridore vorgestellt. Bei der Festlegung der Grobkorridore wurde eine Linienführung über Bebra ausgeschlossen, weil eine solche Linienführung keine hinreichend kurzen Fahrzeiten für den Deutschlandtakt ermöglicht. Die Trassenkorridore wurden unter Berücksichtigung der Vorschläge aus dem Beteiligungsforum festgelegt. Die auf Basis der Trassenkorridore erarbeiteten Trassierungsvarianten wurden im Oktober 2021 vorgestellt.
Im März 2022 wurde die 41 Kilometer lange Variante pink (Langenschwarz–Bad Hersfeld–Ronshausen) zwischen dem Bahnhof Langenschwarz und dem Bahnhof Wildeck-Hönebach als Vorzugsvariante vorgestellt, bei der 28 Kilometer in Tunneln verlaufen und Halte von Fernverkehrszügen im Bahnhof Bad Hersfeld möglich sind. Die für bis zu 230 km/h ausgelegte Neubaustrecke soll tagsüber durch den Personenverkehr und nachts durch bis zu 1700 t schwere Güterzüge genutzt werden. Die maximale Längsneigung soll 12,5 Promille betragen.
Um die Zielfahrzeiten des dritten Deutschlandtakt-Gutachtersentwurfs zu erfüllen – zwischen Frankfurt und Eisenach von 80 Minuten sowie zwischen Fulda und Eisenach (43 Minuten) – sind Geschwindigkeitserhöhungen vorgesehen. Zwischen der Schnellfahrstrecke Hannover–Würzburg, Blankenheim (bei Bebra) und dem Hönebacher Tunnel sind nunmehr 230 km/h vorgesehen. Für das Gesamtpaket sind, zum Preisstand von 2015, Investitionen von fünf Milliarden Euro vorgesehen.
Im Jahr 2022 strebte die Deutsche Bahn einen Planfeststellungsbeschluss bis 2025 an. Im April 2023 wurden diverse technische Planungsleistungen ausgeschrieben. Laut einem 2022 veröffentlichten Standardterminplan soll der Baubeginn im Dezember 2032 erfolgen, die Inbetriebnahme im September 2037.

### Ausbau der Bahnstrecke Halle–Bebra im Abschnitt Gerstungen–Erfurt
Die ersten Maßnahmen zur Ertüchtigung dieses Streckenteils waren der Ausbau der Strecke zwischen Eisenach und Erfurt für eine Höchstgeschwindigkeit von 200 km/h sowie zwischen Gerstungen und Eisenach für 160 km/h, die 2018 abgeschlossen wurde. Der Abschnitt zwischen Eisenach und Erfurt ist seit August 2018 mit ETCS Level 2 ausgerüstet.

## Technik
Zur Zugbeeinflussung soll die Strecke mit ETCS Level 2 (Baseline 3), eventuell ohne konventionelle Lichtsignale, ausgerüstet werden.

## Finanzierung
Die Finanzierung des Projektes ist gesichert. Es ist im Bundesverkehrswegeplan 2003 mit geschätzten Kosten von 3,14 Milliarden Euro enthalten. Allerdings wurde es im Bundesschienenwegeausbaugesetz (BSchwAG) in der Fassung vom 27. April 2005 nicht aufgenommen. Das BSchwAG (Anlage 1 zu § 1, Nr. 16) sieht vor, eine Neu- oder Ausbaustrecke für den Abschnitt Hanau–Nantenbach zu errichten.
2012 wurde die „ABS/NBS Hanau – Würzburg / Fulda – Erfurt“ in den Investitionsrahmenplan des Bundes für die Jahre 2011 bis 2015 in der Kategorie D („Sonstige wichtige Vorhaben“) aufgenommen, ohne dass damit eine Festlegung auf die Mottgers-Spange verbunden wäre.
Das Projekt ist im Vordringlichen Bedarf des Bundesverkehrswegeplans 2030 enthalten.